# Unión de Chipriotas
La Unión de Chipriotas (en inglés: Union of Cypriots; en griego: Ένωσις Κυπρίων; en turco: Kıbrıslılar Birliği) es una organización política nacionalista chipriota y progresiva en Chipre. Unión de Chipriotas aboga por un estado unitario chipriota, la restauración del orden constitucional que fue destruido en Chipre después de la crisis de 1963-64 y la finalización de la ocupación turca en Chipre.

## Historia y resumen
Los orígenes de la Unión de Chipriotas se remontan a diferentes organizaciones, incluyendo la Unión Mundial de Turcófonos Chipriotas, y la organización juvenil LINOMBAMBAKI, la cual fue una de las formaciones que lideró las protestas en el norte de Chipre del año 2011.  La organización apoya una solución unitaria en lugar de una federal en lo que respecta a la reunificación de Chipre. Con la idea de un Chipre que les pertenezca a todos los chipriotas, tanto grecochipriotas como turcochipriotas, la organización apoya el regreso de la constitución de 1960 y el refuerzo de la visión "una nación, una bandera, una patria y un estado".
La organización apoyó a los chipriotas que fueron asediados en las áreas ocupadas de Chipre en eventos tales como, la persecución de algunos miembros de la comunidad por colgar la bandera de la República de Chipre en el año 2013, los ataques contra el periódico Afrika por colonos turcos en el año 2018, los casos en la corte que fueron presentados por Turquía contra periodistas en el año 2019, y las acciones contra trabajadores que querían cruzar barricadas para entrar a las áreas libres en el año 2020. Debido a estas actividades, el liderazgo de la organización fue puesto en la lista negra y considerado por Turquía persona non grata en el año 2021.
En el 2019, la Unión de Chipriotas anunció al público su interés en participar en las elecciones al Parlamento Europeo de manera independiente, pero luego fue la organización fue representada por Oz Karahan en la candidatura del Movimiento Jazmín.
La Unión de Chipriotas es un miembro de organizaciones internacionales tales como la Liga Internacional de la Lucha de los Pueblos, la Coordinación Internacional de Partidos y Organizaciones Revolucionarias, la Red Ecosocialista Global, y el movimiento No a la Guerra-No a la OTAN.

## Premios Honorarios
La Unión de Chipriotas presenta Premios Honorarios en memoria del Dr. Ihsan Ali, un líder comunitario y estadista chipriota.